# Norton (software)
Norton, cunoscută anterior ca Norton de către Symantec, este o divizie a NortonLifeLock cu sediul în Tempe, Arizona. De când a fost achiziționată de Symantec Corporation în 1990, Norton a oferit o gamă largă de produse și servicii legate de securitatea digitală, protecția identității și confidențialitatea online.  În 2014, compania-mamă a Norton, Symantec, și-a separat afacerea în două entități distincte. O unitate s-a concentrat pe securitate, iar cealaltă pe managementul informațiilor; Norton a fost inclusă în unitatea dedicată securității.  Compania a debutat pe piață oferind software utilitar pentru DOS. 

## Istorie
Peter Norton Computing, Inc.⁠(d) a fost o companie de software fondată de Peter Norton. Norton și compania sa au dezvoltat diverse utilitare DOS, inclusiv Norton Utilities⁠(d), care nu includeau caracteristici antivirus.
În 1990, compania a fost achiziționată de Symantec și redenumită Peter Norton Consulting Group. Antivirusul pentru consumatori și utilitățile de gestionare a datelor de la Symantec sunt încă comercializate sub numele Norton. 
La începutul anului 1991, grupul Norton de la Symantec a lansat Norton AntiVirus 1.0 pentru PC și computere compatibile. Compania și-a actualizat și diversificat linia de produse până când, în sfârșit, și-a combinat ofertele într-un singur produs, Norton Security⁠(d). 

## Produse și servicii
Produsele Norton sunt în primul rând instrumente de securitate digitală pentru computere personale, dispozitive server și, mai recent, dispozitive mobile.
În anii 1990, Norton a oferit software pentru a verifica sistemele computerizate pentru conformitatea cu problema Y2K. 
Produsul principal al companiei este Norton Security, un software licențiat persoanelor fizice, companiilor mici și întreprinderilor. Abonamentul include prevenirea și eliminarea programelor malware pentru până la cinci dispozitive pe parcursul perioadei de abonament. Alte caracteristici incluse în produs sunt un firewall personal, filtrarea spam-ului prin e-mail și protecția împotriva phishing-ului. Lansat în septembrie 2014, Norton Security a înlocuit Norton 360⁠(d), Norton Internet Security și Norton AntiVirus. Norton a dezvoltat, de asemenea, o rețea Wi-Fi mesh, concepută pentru a proteja computerele din interiorul rețelei de site-uri web nesigure. O versiune mobilă a software-ului este disponibilă și pentru dispozitivele mobile. 
Norton oferă, de asemenea, soluții de backup pentru a proteja fișierele utilizatorilor. 25 GB de stocare online sunt incluși pentru a crea copii de rezervă ale fotografiilor și documentelor importante de pe dispozitivele utilizatorilor. 
Compania a dezvoltat și un serviciu de control parental bazat pe cloud, cunoscut sub numele de Norton Family Premier, anterior numit Norton Online Family.  Scopul software-ului este de a facilita comunicarea între părinți și copiii lor cu privire la activitățile online ale acestora.
Norton Computer Tune Up este un program care ajută utilizatorii să îmbunătățească performanța sistemelor lor computerizate mai vechi. Programul utilizează o serie de instrumente de diagnosticare și optimizare concepute pentru a remedia problemele comune care pot afecta viteza și performanța computerului, eliminând nevoia de a achiziționa un computer nou sau de a apela la un service de reparații. De asemenea, utilizatorii pot beneficia de asistență din partea tehnicienilor certificați Norton pentru rezolvarea problemelor mai complexe. 

### Ghidurile Norton (1985)
Dezvoltat și distribuit de Peter Norton Computing, ghidurile au fost scrise de Warren Woodford pentru limbajele de programare x86 Assembly Language, C, BASIC și Forth⁠(d) care au fost puse la dispoziție utilizatorilor prin intermediul unui program TSR care se integra cu editori de limbaj de programare pe computerele IBM PC. Acesta pare a fi primul exemplu de produs comercial în care documentația de referință de programare a fost integrată în mediul de dezvoltare software.

## Premii
- În 2012, Norton by Symantec a câștigat premiul PC Advisor pentru cel mai bun software de securitate, afirmând că „Norton este probabil cel mai cunoscut dintre toate produsele de securitate pe internet, iar Symantec a trecut testul timpului, îmbunătățindu-și constant produsul cu accesorii utile, atât în motorul său de bază, cât și în modul în care raportează ce a făcut.” [11]
- În 2015, Norton by Symantec a câștigat Premiul pentru inovație AV-TEST⁠(d) pentru securitate mobilă, afirmând: „Înainte de descărcarea unei aplicații, Norton Mobile Security pentru Android le identifică deja toate riscurile potențiale. Este susținut de un sistem unic format din App Advisor pentru Google Play și Norton Mobile Insight.” [12]
- În 2015, atât Norton Mobile Security, cât și Norton Family Premier au primit premiul Editors' Choice Awards de la PC Magazine. [13]